# Christian Kellermann
Christian Laurentz Kellermann (27. januar 1815 i Randers–3. december 1866 i København) var en dansk violoncelvirtuos. 